# Анг Тонг Реатеа
Анг Тонг Реатеа (кхмер. អង្គទងរាជា), также известный как Понхеа Ноу (кхмер. ពញានូ, 1602 — 1640) или Кау Бана Ну — король Камбоджи (1630—1640).
Полное тронное имя — Брхат Каруна Вишеша Брхат Раджанкария Тхунга Брхат Пада Самдач Брхат Раджанкария Брхат Ангарамса Раджадхираджа Рамадипати Парама Бупати Сандитья Ишвара Камбуратта Растра Упасаджати Кхаттия Махасасанупати Дхармабкакти Трилокья Джариюттама Бхараманатха (санскр. Brhat Karuna Visesa Brhat Rajankariya Thunga Brhat Pada Samdach Brhat Rajankariya Brhat Angaramsa Rajadhiraja Ramadipati Parama Bupati Sanditya Isvara Kamburatta Rastra Upasajati Khattiya Mahasasanupathi Dharmabkakti Trilokya Jariyuttama Paramanatha Maha Bupati Brhat Pada Anak Jaya Amachas).

## Биография
Принц Кау Бана Ну родился в 1608 году, был вторым сыном короля Чея Четты II. Взошел на трон в 1630 году после смерти своего брата Тхоммо Реатеи II, убитого которого организовал их дядя — регент Утай. Правил под именем Анг Дан Раджа.
На протяжении десяти лет его правления Утай продолжал управлять страной от его имени. Королевские хроники отмечают, что Анг Тонг Реатеа принимал голландских послов при своем дворе и умер в июне 1640 года при невыясненных обстоятельствах.